# 브라질호저
브라질호저(Coendou prehensilis)는 아메리카호저과에 속하는 설치류의 일종이다. 브라질과 아르헨티나, 베네수엘라, 기아나, 볼리비아 그리고 트리니다드에서 발견되며, 에콰도르에서 한 번 발견된 기록이 있다. 해발 1500m 이하의 열대 우림에서 서식한다. 몸은 짧고 두꺼운 가시 돌기로 덮여 있으며, 희끄무레하고 누르스름한 색을 띠며 좀더 진한 털이 섞여 있는 반면에 하체는 회색빛을 띤다. 입술과 코는 두툼하다. 꼬리는 잡는 꼬리로 끝이 윗쪽으로 말리며 나무 가지를 더 잘 잡을 수 있다. 몸길이는 최대 1m까지 자라지만, 꼬리 길이는 몸길이의 절반 정도이다. 몸무게는 약 4kg이다. 꼬리에는 가시 돌기가 없고 330~485mm이다. 발은 각각 4개의 긴 밭톱을 갖고 있어서 나무가지를 붙잡을 수 있도록 잘 발달하여, 나무 위에서 생활을 할 수 있도록 되어 있다.